# Norman Magolei
Norman Magolei (* 14. Juni 1979 in Viersen) ist ein deutscher Fernsehmoderator, Animateur und Schlagersänger.

## Werdegang
Magolei absolvierte zunächst eine Berufsausbildung zum Zimmerer und ab 2000 einen zehnmonatigen Wehrdienst bei der Bundeswehr. Daraufhin arbeitete er im Außendienst für eine Montagefirma. Anschließend stieg er auf den Animateurberuf um und erhielt diverse Anstellungen in griechischen und spanischen Hotels.
Vom 1. März bis zum 19. Juni 2005 war Magolei Bewohner des Big-Brother-Hauses. Ab 2006 moderierte er bei 9Live und anderen Sendern der ProSiebenSat.1 Media Call-in-Gewinnspiele, seit Dezember 2007 ist er bei 123tv zu sehen. 2010 spielte er in der Pseudo-Doku-Soap mieten, kaufen, wohnen auf VOX sowie 2011 in der kabel-eins-Sendung Die Super-Heimwerker eine Rolle. Seit demselben Jahr präsentiert er bei Shop24Direct Teleshopping-Spots für Musik-Kollektionen.
Seit 2011 tritt Magolei auch als Schlagersänger auf Veranstaltungen – zumeist im Ballermann-Bereich – in Erscheinung, dabei vor allem mit dem Titel „Oben unten kreuz und quer“.
2013 hat Magolei eine Karriere als Barista eingeschlagen, im Jahr 2014 den 1. Platz der Internationalen und Tiroler Baristameisterschaft gewonnen. Seit 2016 moderiert er wieder auf 1-2-3 TV. Norman Magolei lebt in München. Er ist mit seiner Frau Sandra verheiratet und hat eine Tochter namens Fanny.

## Kritik
Kritiker von Call-in-Gewinnspielen bemängelten wiederholt den Moderationsstil Magoleis. Als besonderes Beispiel wurde dabei oft „der Stirnlappenbasilisk“ aus der 9Live-Sendung Bei uns vom 16. September 2006 angeführt, der sich zum Bestandteil der Netzkultur entwickelte: Magolei habe den Gewinn des Anrufers, der bei der Aufgabenstellung „Tiere mit S“ den Lösungsvorschlag „Stirnlappenbasilisk“ bot, mit allen Mitteln (wie z. B. dem Anbieten alternativer Gewinnsummen) zu verhindern versucht. Die von Magolei als „einfach“ bezeichneten weiteren Lösungen (wie die Saigaantilope und der Samtstirnkleiber) seien ebendies nicht. Der Begriff Stirnlappenbasilisk wurde infolgedessen zu einem geflügelten Stichwort in der 9Live-Kritik; auf einigen Seiten wurden unter anderem Spaß-T-Shirts mit diesem Aufdruck vertrieben.

## Trivia
In der Radio-Comedy Frühstück bei Stefanie erwähnt Bistro-Stammgast Udo Martens wiederholt, dass er im selben Mietshaus wie Norman Magoleis Mutter wohnt.